# Marradi
Marradi (en romanyol: Maré) és un comune (municipi) de la ciutat metropolitana de Florència, a la regió italiana de la Toscana, situat uns 45 km al nord-est de Florència, a la frontera amb la regió d'Emília-Romanya. L'1 de gener de 2018 tenia 3.062 habitants.
Marradi limita amb els següents municipis: Borgo San Lorenzo, Brisighella, Dicomano, Modigliana, Palazzuolo sul Senio, Portico e San Benedetto, San Godenzo, Tredozio i Vicchio.

## Llocs d'interès
- Església de Santa Maria Nascente (1112)
- Església de San Ruffillo
- Ermita de San Pier Damiani
- Abadia de Santa Reparata, a Badia del Borgo
- Església de San Lorenzo
- Casa de la vila (segle XIV)
- Palau Fabbroni